# Sham Pistols
Sham Pistols foi um gropo de punk rock britânico que durou de 1979 até Junho 1979.

## Membros
- Jimmy Pursey (Sham 69) - vocais
- Dave Treganna (Sham 69) - baixo
- Steve Jones (Sex Pistols) - guitarra
- Paul Cook (Sex Pistols) - bateria